# Giacomo del Duca
Giacomo del Duca genannt Jacopo del Duca (* 1520 in Cefalù; † 1604 in Messina) war ein italienischer Architekt und Bildhauer. Er war Schüler des Michelangelo in Rom.

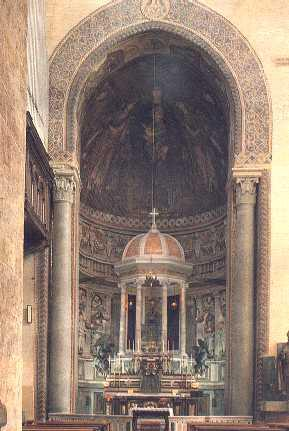
Giacomo del Duca: Capella del Sacramento del Duomo di Messina

1588 kehrte Giacomo nach Messina zurück, wo er 1589 zum Stadtbaumeister Messinas ernannt wurde.
Als Architekt ist Duca für die Entwicklung der römischen Baukunst von Bedeutung, da er als der eigenartigste und selbständigste Schüler Michelangelos gilt.
Peter Murray beschreibt del Duca mit den Worten „… welcher die bizarre Seite des Michelangelo-Stils … fortgesetzt …“

## Werke
Werke in Rom:
- 1573–1576 erbaute del Duca die Kuppel, den Tambur und die Laterne der Kirche Maria di Loreto, die Antonio da Sangallo entworfen hatte.

Werke in seiner Heimatstadt Messina:
- 1599 vollendete er die (nach alten Berichten sehr prächtige) Meeresfassade der „Loggia dei Mercanti“ an der Uferpromenade Messínas. Dort war ein Stein mit folgender Inschrift in Latein zu lesen: “Ut mercatorum utilitati civium ornamento regiae urbis Messanae regni protometropolis dignitati consuleretur…” Vom Erdbeben 1783 stark beschädigt, wurde der Bau 1810 demoliert.
- Auch der rückwärtige Fassadenteil der Kirche San Giovanni di Malta, 1592 soll von Giacomo herrühren,
- ebenso die Capella del Sacramento im Dom in Messina mit einem achteckigen Tabernakel auf dem Altar.